# Regierung Fisher III

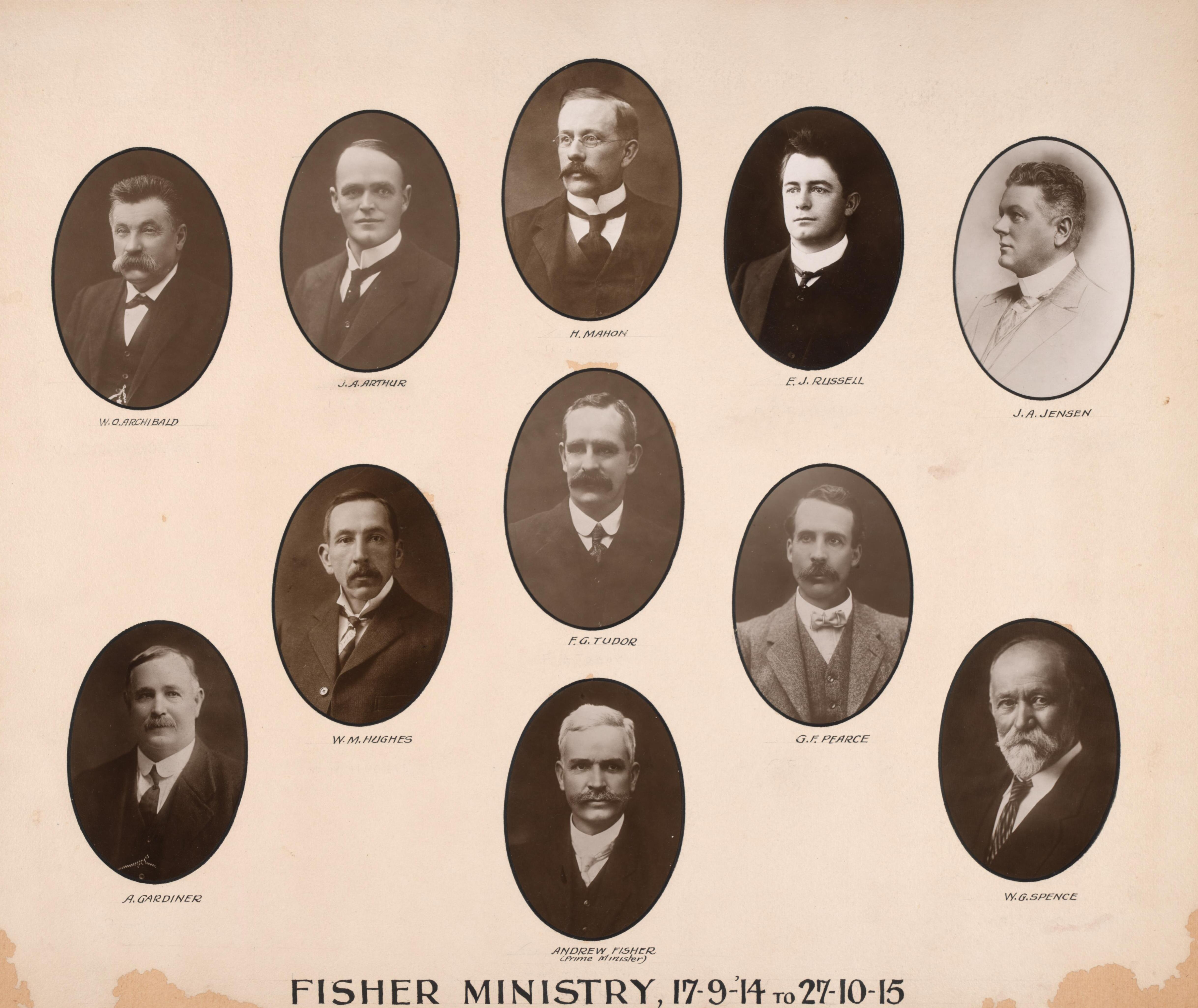
Regierung Fisher III

Die Regierung Fisher III war die zehnte Regierung von Australien. Sie amtierte vom 17. September 1914 bis zum 27. Oktober 1915. Alle Mitglieder der Regierung gehörten der Labor Party an.
Die Vorgängerregierung der Commonwealth Liberal Party unter Premierminister Joseph Cook erlitt bei der von Cook provozierten Parlamentswahl am 5. September 1914 eine deutliche Niederlage. Die Labor Party erhielt mit 42 von 75 Sitzen im Repräsentantenhaus eine klare Mehrheit und baute ihre Mehrheit im Senat auf 31 von 36 Sitzen aus. Es folgte die dritte Labor-Regierung unter Andrew Fisher. Am 27. Oktober 1915 trat Fisher, der unter gesundheitlichen Problemen litt, zurück und wurde Hochkommissar im Vereinigten Königreich. Sein Nachfolger als Premierminister wurde der bisherige Generalstaatsanwalt Billy Hughes, der auch Vorsitzender der Labor Party wurde.

## Ministerliste
In der Regierung Fisher III gab es zum ersten Mal Assistant Ministers (vergleichbar den Parlamentarischen Staatssekretären einer deutschen Bundesregierung).
| Amt                                 | Minister          | Amtszeit                               | Bild |
| ----------------------------------- | ----------------- | -------------------------------------- | ---- |
| Premierminister und Schatzminister  | Andrew Fisher     | 17. September 1914 – 27. Oktober 1915  |      |
| Generalstaatsanwalt                 | Billy Hughes      | 17. September 1914 – 27. Oktober 1915  |      |
| Verteidigungsminister               | George Pearce     | 17. September 1914 – 27. Oktober 1915  |      |
| Minister für Handel und Zölle       | Frank Tudor       | 17. September 1914 – 27. Oktober 1915  |      |
| Außenminister                       | John Arthur       | 17. September 1914 – 9. Dezember 1914  |      |
| Außenminister                       | Hugh Mahon        | 14. Dezember 1914 – 27. Oktober 1915   |      |
| Innenminister                       | William Archibald | 17. September 1914 – 27. Oktober 1915  |      |
| Generalpostmeister                  | William Spence    | 17. September 1914 – 27. Oktober 1915  |      |
| Vizepräsident des Executive Council | Albert Gardiner   | 17. September 1914 – 27. Oktober 1915  |      |
| Marineminister                      | Jens Jensen       | 12. Juli 1915 – 27. Oktober 1915       |      |
|                                     |                   |                                        |      |
| Assistant Minister                  | Edward Russell    | 17. September 1914 – 27. Oktober 1915  |      |
| Assistant Minister                  | Hugh Mahon        | 17. September 1914 – 14. Dezember 1914 |      |
| Assistant Minister                  | Jens Jensen       | 17. September 1914 – 12. Juli 1915     |      |

## Änderungen
Außenminister John Arthur verstarb am 9. Dezember 1914. Sein Nachfolger wurde Assistant Minister Hugh Mahon.
Am 12. Juli 1915 übernahm der bisherige Assistant Minister Jens Jensen das neu geschaffene Marineministerium.